# Ратово (Вологодская область)
Ратово — деревня в Кирилловском районе Вологодской области.
Входит в состав Чарозерского сельского поселения, с точки зрения административно-территориального деления — в Чарозерский сельсовет.
Расстояние по автодороге до районного центра Кириллова — 87 км, до центра муниципального образования Чарозера — 3 км. Ближайшие населённые пункты — Клетная, Ботово, Погорелово.
По данным переписи в 2002 году постоянного населения не было.